# Премия «Лицей»
Премия «Лице́й» имени А.С. Пу́шкина — российская литературная премия для молодых авторов в возрасте от 15 до 35 лет, пишущих на русском языке. Учреждена в 2017 году.

## Учредители
- Южнокорейская группа Lotte в России;
- Министерство цифрового развития, связи и массовых коммуникаций;
- Российский книжный союз;
- Литературный институт им. А.М. Горького;
- «Российская газета»;
- Ассоциация литературных журналов;
- «Литературная газета»;
- Центр поддержки отечественной словесности[2].

Председателем Наблюдательного совета премии «Лицей» является президент Российского книжного союза Сергей Степашин.
Также в состав Наблюдательного совета премии входят:
- генеральный директор АО «Лотте РУС» Мортен Андерсен;
- генеральный директор «ЛОТТЕ КФ Рус» Ким Джон Ки
- главный редактор «Литературной газеты» Максим Замшев;
- генеральный директор издания «Российская газета» Павел Негоица;
- ректор Литературного института имени А. М. Горького Алексей Варламов;
- директор Департамента государственной поддержки периодической печати и книжной индустрии в Министерстве цифрового развития, связи и массовых коммуникаций Российской Федерации Владимир Григорьев;
- президент Фонда «Академия Российского телевидения», специальный представитель Президента РФ по международному культурному сотрудничеству, посол по особым поручениям МИД России Михаил Швыдкой[3].

## Порядок присуждения премии

### Выдвижение на соискание премии
На соискание премии могут быть выдвинуты прозаические (романы, повести, рассказы) и поэтические произведения, написанные на русском языке авторами в возрасте от 15 до 35 лет. Выдвинуть их могут сами авторы, а также книжные издательства и средства массовой информации.

### Формирование «длинного списка»
Все поступающие на соискание премии произведения регистрируются и направляются совету экспертов. Каждый член совета экспертов оценивает произведение по шкале от 0 (низший балл) до 10 (высший балл). Произведения, набравшие более 7 баллов, поступают на рассмотрение всех членов совета экспертов.

### Формирование «короткого списка»
На основании «длинного списка» совет экспертов премии формирует «короткий список» не более чем из 20 произведений и направляет произведения этого списка жюри премии.

### Определение победителя
Лауреаты премии определяются в двух номинациях: «Поэзия» и «Проза». В каждой номинации присуждаются три приза: за первое, второе и третье место. Члены жюри выбирают их из «короткого списка». Решения принимаются большинством голосов. В случае равенства голосов председатель жюри обладает решающим голосом. Имена победителей премии «Лицей» объявляются каждый год 6 июня на Красной площади.
Жюри премии представлено профессиональными литераторами — писателями, поэтами, издателями и редакторами толстых литературных журналов. За годы существования премии «Лицей» председателями её жюри выступали:
- 2017 – писатель, литературовед и критик Павел Басинский[4] ;
- 2018 – писатель Лев Данилкин[5];
- 2019 – литературовед, публицист, телеведущий, писатель Александр Архангельский[6];
- 2020 – писатель, журналист, общественный и политический деятель Сергей Шаргунов[7];
- 2021 – писатель, сценарист и общественный деятель Леонид Юзефович[8];
- 2022 – актёр и писатель Григорий Служитель[9];
- 2023 – писатель Илья Бояшов[10];
- 2024 – писатель Юрий Буйда[11].

Денежное вознаграждение составляет:
- за 1 место — 1 200 000 рублей;
- за 2 место — 700 000 рублей;
- за 3 место — 500 000 рублей[12].

Помимо этого оргкомитетом премии предусмотрены дополнительные спецпризы.

## Лауреаты

### 2017
Первый сезон премии был объявлен 27 февраля 2017 года.
«Короткий список» первого сезона премии был объявлен 16 мая 2017 года.
Поэзия
- 1 место – Владимир Косогов;
- 2 место – Дана Курская;
- 3 место – Григорий Медведев.

Проза
- 1 место – Кристина Гептинг;
- 2 место – Евгения Некрасова;
- 3 место – Андрей Грачёв[15].

### 2018
«Короткий список» второго сезона премии был объявлен 16 мая 2018 года.
Поэзия
- 1 место – Андрей Фамицкий;
- 2 место – Елена Жамбалова;
- 3 место – Софья Серебрякова.

Проза
- 1 место – Константин Куприянов;
- 2 место – Игорь Савельев;
- 3 место – Булат Ханов[17].

### 2019
«Короткий список» третьего сезона премии был объявлен 14 мая 2019 года.
Поэзия
- 1 место – Оксана Васякина;
- 2 место – Александра Шалашова;
- 3 место – Антон Азаренков.

Проза
- 1 место – Павел Пономарев;
- 2 место – Никита Немцев;
- 3 место – Анастасия Разумова.

Спецприз от журнала «Юность»
- Евгения Баранова;
- Василий Нацентов[6].

### 2020
«Короткий список» четвёртого сезона премии был объявлен 20 мая 2020 года.
Поэзия
- 1 место – Александра Шалашова;
- 2 место – Евгения Ульянкина;
- 3 место – Борис Пейгин.

Проза
- 1 место – Ринат Газизов;
- 2 место – Сергей Кубрин;
- 3 место – Екатерина Какурина.

Спецприз от журнала «Юность»
- Мария Малиновская;
- Вера Богданова.

Спецприз от издательства «Стеклограф»
- Дмитрий Ларионов

Спецприз от Издательского дома «Аргументы и факты»
- Борис Пейгин;
- Алина Гатина[20].

### 2021
«Короткий список» пятого сезона премии был объявлен 11 мая 2021 года.
Поэзия
- 1 место – Иван Купреянов;
- 2 место – Михаил Бордуновский;
- 3 место – Сорин Брут.

Проза
- 1 место – Екатерина Кожевина;
- 2 место – Ислам Ханипаев;
- 3 место – Таша Соколова и Екатерина Макарова.

Спецприз от журнала «Юность»
- Борис Пейгин;
- Илья Лебедев.

Спецприз от издательства «Стеклограф»
- Ольга Скорлупкина

Спецприз от Издательского дома «Аргументы и факты»
- Константин Комаров

Спецприз от издательского сервиса Ridero
- Ислам Ханипаев

Спецдиплом
- Илья Лебедев;
- Сергей Кубрин[22].

### 2022
«Короткий список» шестого сезона премии был объявлен 18 мая 2022 года.
Поэзия
- 1 место – Ольга Скорлупкина;
- 2 место – Денис Балин;
- 3 место – Антон Азаренков.

Проза
- 1 место – Екатерина Манойло;
- 2 место – Михаил Турбин;
- 3 место – Алексей Колесников.

Спецприз от журнала «Юность»
- Ирина Крупина;
- Игорь Белодед.

Спецприз от издательства «Стеклограф»
- Ростислав Ярцев[23]

Спецприз от ИД «Аргументы и факты»
- Анастасия Реньжина

Спецприз от издательского сервиса Ridero
- Марго Гритт;
- Екатерина Манойло.

Спецприз от портала «Год литературы»
- Анна Долгарева;
- Ольга Егорова[24].

### 2023
«Короткий список» седьмого сезона премии был объявлен 18 мая 2023 года.
Поэзия
- 1 место – Степан Самарин;
- 2 место – Сергей Скуратовский;
- 3 место – Варвара Заборцева.

Проза
- 1 место – Владимир Хохлов;
- 2 место – Ольга Шильцова;
- 3 место – Дарья Месропова.

Спецприз от журнала «Юность»
- Сергей Скуратовский;
- Дарья Месропова.

Спецприз от издательства «Стеклограф»
- Марья Куприянова

Спецприз от ИД «Аргументы и факты»
- Мария Тухватулина

Спецприз от издательского сервиса Ridero
- Сергей Скуратовский;
- Дарья Месропова.

Спецприз от портала «Год литературы»
- Варвара Заборцева;
- Ольга Шильцова[26].

### 2024
«Короткий список» восьмого сезона премии был объявлен 14 мая 2024 года.
Поэзия
- 1 место – Леонид Негматов;
- 2 место – Василий Нацентов;
- 3 место – Ольга Жмылева (Майка Луневская).

Проза
- 1 место – Анна Маркина;
- 2 место – Ольга Харитонова;
- 3 место – Евфросиния Капустина[28].

Спецприз от жюри
- Денис Дымченко;
- Агнесса Перлова;
- Артем Ушканов.

Спецприз от журнала «Юность»
- Ксения Август;
- Дмитрий Серков.

Спецприз от издательства «Стеклограф»
- Мирослава Бессонова.

Спецприз от ИД «Аргументы и факты»
- Ксения Август[29].

Спецприз от издательского сервиса Ridero
- Ася Демишкевич;
- Дарья Ильгова[30].

Спецприз от портала «Год литературы»
- Денис Дымченко;
- Василий Нацентов[31].

### 2025
«Короткий список» восьмого сезона премии был объявлен 13 мая 2025 года.
Поэзия
- 1 место – Сергей Калашников;
- 2 место – Юлия Крылова;
- 3 место – Мария Затонская.

Проза
- 1 место – Светлана Павлова;
- 2 место – Анна Баснер;
- 3 место – Анна Бабина.

Спецприз от жюри
- Артем Ушканов;
- Варвара Заборцева.

Спецприз от журнала «Юность»
- Мирослава Бессонова;
- Варвара Заборцева.

Спецприз от ИД «Аргументы и факты»
- Варвара Заборцева.

Спецприз от издательского сервиса Ridero
- Анна Баснер;
- Евгений Дьяконов[33].

## Отзывы
- Игорь Савельев: «”Лицей”, вводя целый ряд формальных правил, порой ставит неискушенных творцов в тупик — своими документами, подписями, рамками по объёмам, срокам выхода и т. д. — но он играет по правилам издательского рынка. Он говорит издателям: если текст в шорте, то он технологически вам точно подходит. Это не горстка коротких рассказов, или гигантская эпопея, или роман, уже опубликованный в позапрошлом году. “Дебют” из-за этого не парился вообще, ставя единственной целью дать миллион “главному таланту”»[34].
- Лев Данилкин: «”Лицей” вызывает разом уважение и тревогу. Это большая, сложная, спроектированная искусными инженерами машина, работающая на редком и высокооктановом топливе. Слепому видно, что характеристики этой машины позволяют ей не только на равных участвовать в премиальном чемпионате, но и, в перспективе, влиять на то, как будет выглядеть отечественный литературный “иконостас” в будущем»[35].
- Данил Файзов: «В “Лицее” представлен если и не полный спектр возможных художественных практик, то основные векторы. И уж точно “Лицей” при таком взгляде не оказывается ни традиционалистским, ни новаторским. Он стремится к всеохватности, что для премии безусловный плюс, поскольку даёт шансы пишущему молодому автору быть замеченным исключительно в силу уникальности голоса, а не потому, что члены жюри именно этого года предполагают, что поэзия – это, допустим, пятистопный анапест с цезурой на третьей стопе»[36].